# グローバル・オナード・クラウン
グローバル・オナード・クラウン（Global Honored Crown、略称：GHC）は、プロレスリング・ノアが管理、認定しているチャンピオンベルトの名称。

## 概要
2001年4月15日、グローバル・オナード・クラウンを発足。同日には初代GHCヘビー級王座決定トーナメント決勝戦が行われて三沢光晴が初戴冠。その後、2001年にGHCジュニアヘビー級王座とGHCタッグ王座、2003年にGHCジュニアヘビー級タッグ王座、2019年にGHCナショナル王座、2024年にGHC女子王座が創設された。
2001年4月15日、管理委員長にノア監査役のジョー樋口が就任。2010年9月から樋口が病気で入院中は管理委員でノア相談役の永源遙が認定証を読み上げていた。2010年11月21日、樋口が11月8日に死去したため、管理委員のハーリー・レイスが管理委員長に就任。
「グローバル・オナード・クラウン」は直訳すれば「地球規模の崇高なる王位」の意味で、ただ強さだけを追求するのではなく繰り広げられる激闘の中で1人の人間として誇り高い王者の権威の完成を目指している。
各王座には、それぞれテーマ曲が設けられており、タイトルマッチの選手入場前と試合終了後にテーマ曲が流される。各王座のテーマ曲を試合開始前にアバンタイトルとして流すプロレス団体はノアが初である。近年は新日本プロレス、全日本プロレスなどでもテーマ曲が流されている。
ノアの王座としては他に三沢が最高顧問、秋山準が管理委員長を務めているGHC無差別級王座（後のGHCハードコア王座）があり、この「GHC」は「グローバル・ハードコア・クラウン」の略であり、グローバル・オナード・クラウンの王座ではない。

## GHCルール
- 試合時間は60分1本勝負。対戦者同士の合意、GHCタイトル管理委員会の認定で時間無制限1本勝負に変更されるケースがある。
- 試合の決着はフォール、ギブアップ、KO、TKO、レフェリーストップ、リングアウト、試合放棄、反則で決まる。いずれの場合も挑戦者が勝利した場合は王座が移動する。
- 引き分けは時間切れのみ。両者リングアウト、両者KO、両者反則、無効試合で終了した場合は即日再試合を行う。いずれも対戦者同士の合意があればルールを変更することができる。

## 王座一覧
- GHCヘビー級王座
- GHCナショナル王座
- GHCタッグ王座
- GHCジュニアヘビー級王座
- GHCジュニアヘビー級タッグ王座
- GHC女子王座
- GHCハードコア王座

## GHCタイトル管理委員会

### 歴代管理委員長
| 歴代  | 氏名             | 在職期間                      |
| ----- | ---------------- | ----------------------------- |
| 初代  | ジョー樋口       | 2001年4月15日 - 2010年11月8日 |
| 第2代 | ハーリー・レイス | 2010年11月21日 - 2019年8月1日 |

### 管理委員
現在
- ケビン・フォン・エリック（2012年1月15日 - ）
- 力皇猛（2012年7月23日 - ）

過去
- 永源遙（2010年9月1日 - 2012年3月9日）
- 長州力（2019年10月3日 - 2020年1月29日）